# Famille du Marhallac'h
La famille du Marhallac'h est une famille éteinte de la noblesse française, originaire de Bretagne et maintenue noble entre 1426 et 1444.  

## Histoire
La famille du Marhallac'h, éminente lignée de propriétaires fonciers, a marqué son existence dans l'histoire par son enracinement au sein du hameau de Marhallac'h, situé à Plonéis, dans le département du Finistère. Le château homonyme demeure le symbole pérenne de cette lignée.
Les du Marhallac'h firent leur apparition dans les archives de la noblesse lors des recensements de Cornouailles, s'étalant de 1481 à 1582. Leurs domaines, notamment le Marhallac'h, Kerven, Lezarvor, Kerraoul, Kermovan, Tréouron, et Kerfeutenix de Ploubannalec, attestent de leur emprise patrimoniale et de leur envergure territoriale dans cette région bretonne.
Malgré leur influence notable, particulièrement dans les arcanes politiques, incarnée par les figures éminentes que furent Jean-Félix et Auguste du Marhallac'h, la famille ne parvint pas à préserver intégralement ses possessions lors de la Révolution. Contraints à la retraite, les du Marhallac'h se sont retranchés dans leur dernier acquisition, le château du Pérennou, objet de minutieuses restaurations. Cette situation a non seulement préservé leur ancrage, mais a également offert une tribune favorable à l'ascension politique de Jean-Félix, le propulsant successivement au rang de maire de la commune puis au poste de député du Finistère.

## Personnalités

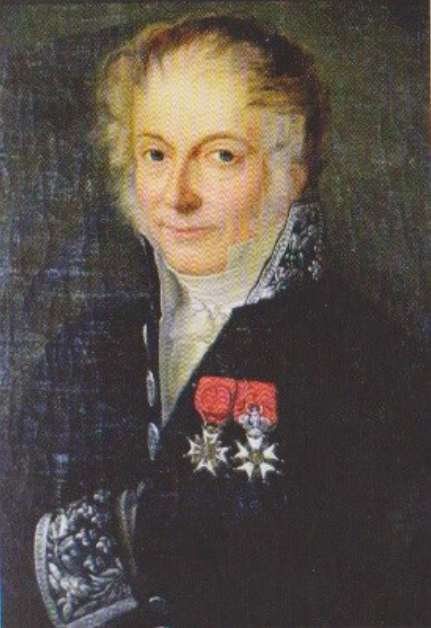
Portrait de Jean-Félix du Marhallac'h avant 1825 conservé au châteaux du Pérennou à Plomelin

- Jean-Félix du Marhallac'h (1772 - 1858), homme politique français, s'est distingué par sa décoration en tant que Chevalier de l'Ordre de Saint-Louis et de la Légion d'honneur. Il a également occupé la fonction de conseiller de préfecture à Quimper, dès le 27 décembre 1814, marquant ainsi son engagement politique et administratif au service de la région.
- Auguste du Marhallac'h (1808 - 1891) a brièvement occupé le poste de député du Finistère en 1871, successivement à Bordeaux et à Versailles. Par la suite, il a assumé la charge de vicaire général du diocèse de Quimper et Léon. Son dévouement et son courage ont été reconnus par sa citation à l'ordre de l'armée et sa décoration en tant que chevalier de la Légion d'honneur, attribuées en 1870 pour son comportement lors de la bataille de l'Haÿ-les-Roses, où il officiait en tant qu'aumônier.

## Seigneuries

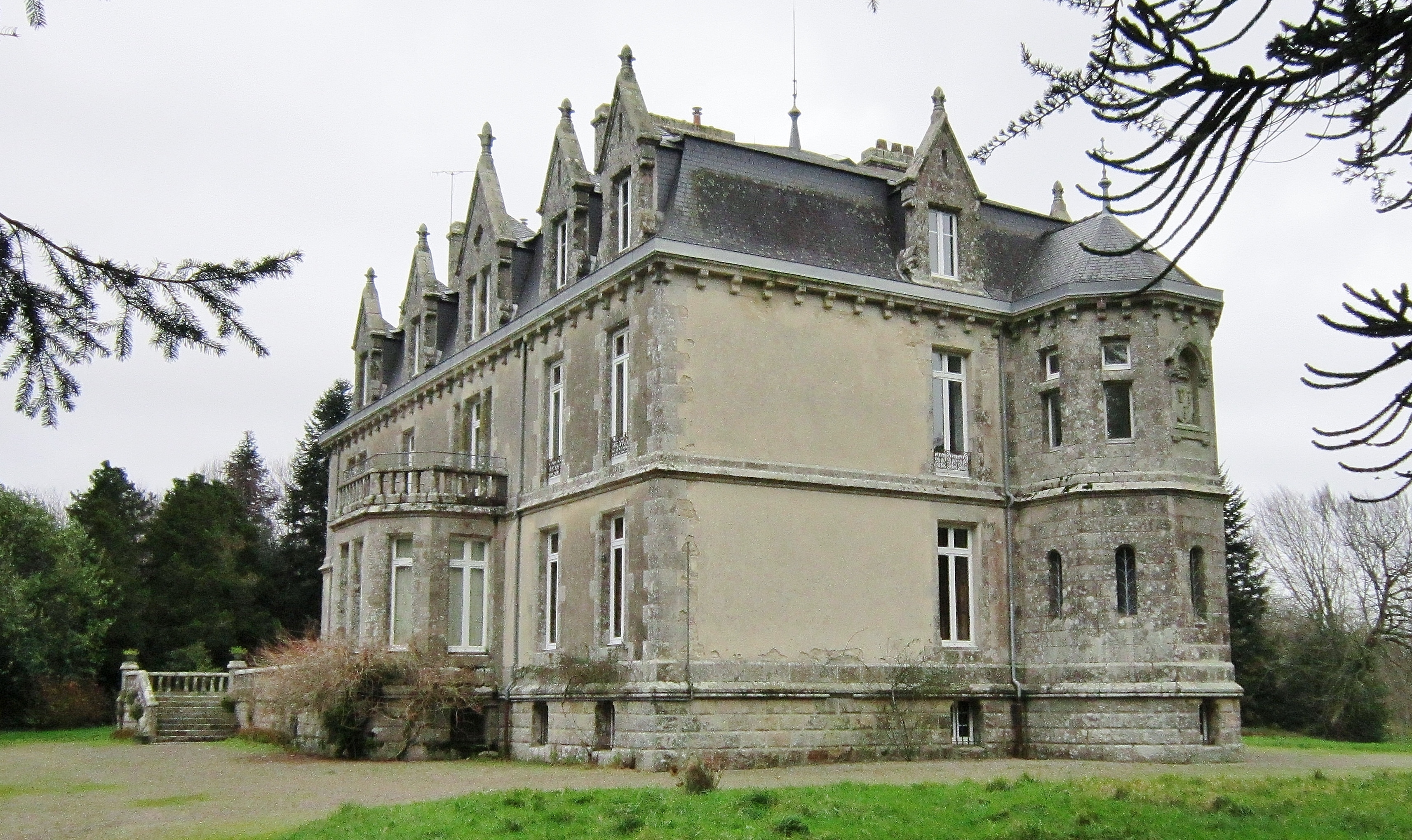
Château du Marhallac'h

- Seigneurs du Marhallac'h, du Pérennou[3], de Kerven, de Lezarvor, de Kerraoul, de Kermovan, de Tréouron, de Kerfeutenix de Ploubannalec[1]

## Possessions

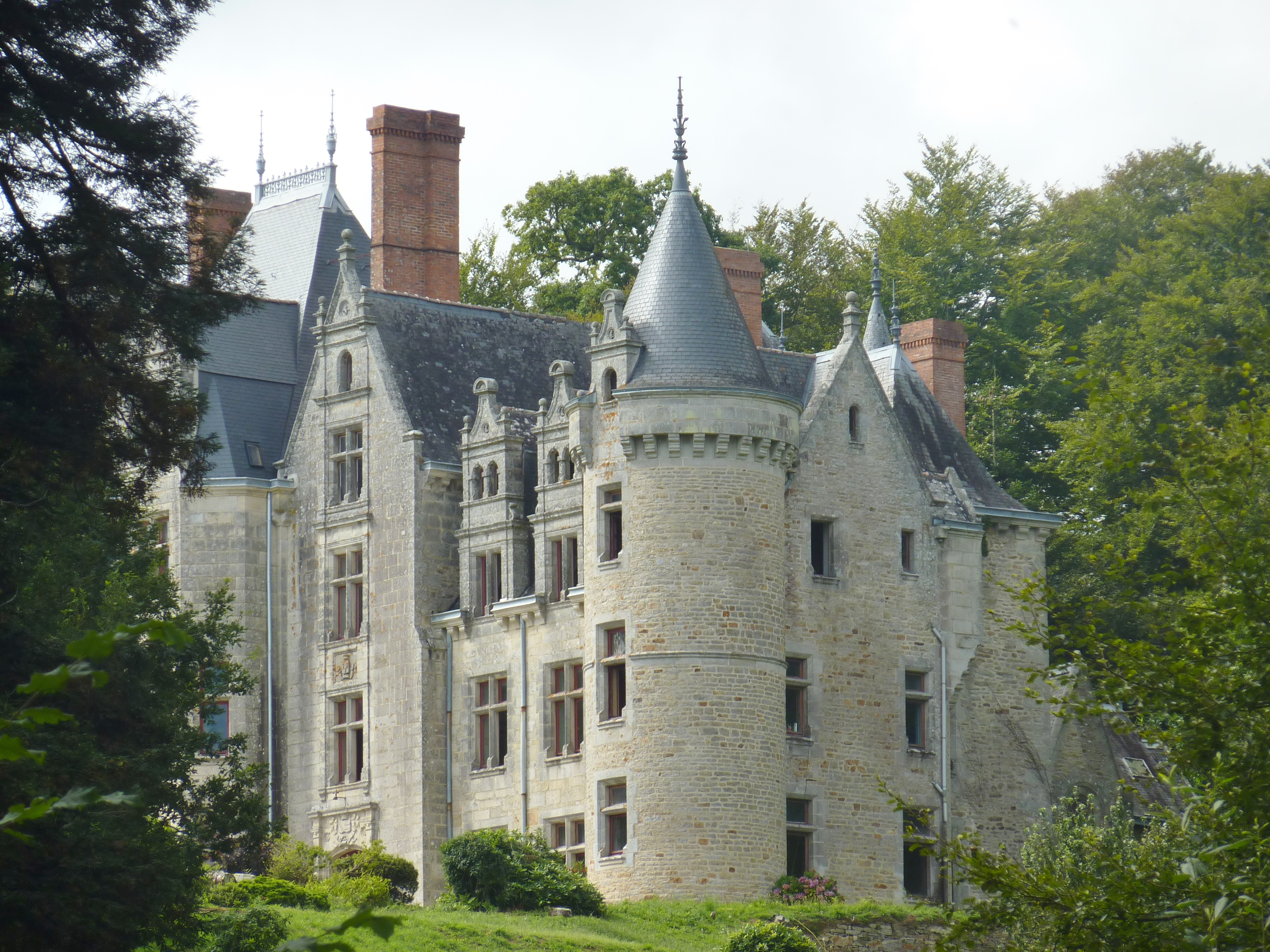
Le château du Pérennou, construit par les Marhallac'h en 1895

- Château du Pérennou[3] à Plomelin
- Château du Marhallac'h à Plonéis
- Château de Kerdour[3] à Plomelin

## Armes et devise

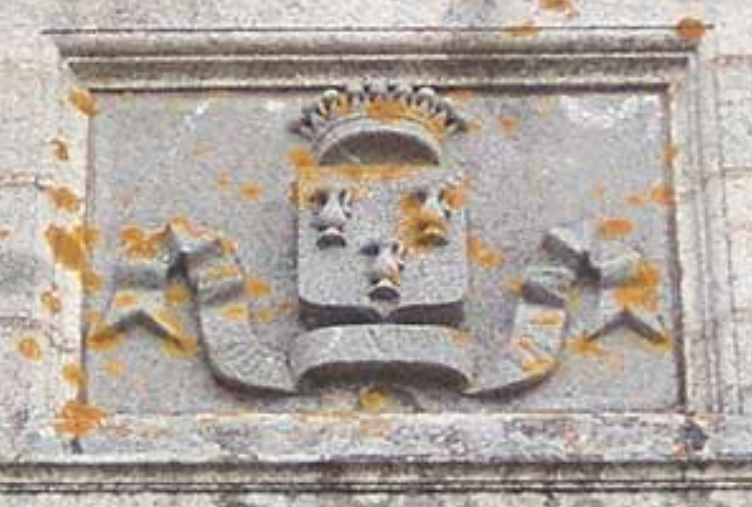
Armes du Marhallach au château du Pérennou

- D'or à trois pots à eau de gueules[1]
- Devise : Usque ad aras (jusqu'aux autels)[1]

## Alliances
Les principales alliances de la famille du Marhallac'h sont : de Kersalaün, de Lanidy, de Pompery, de La Sauldraye, de Carcaradec, de Trémic, de Lezandevez etc.